# Колесникова, Любовь Ильинична
Любо́вь Ильи́нична Коле́сникова (род. 20 декабря 1949 года, Паричи, Белорусская ССР) — российский учёный-медик, академик РАН (2016), заслуженный деятель науки Российской Федерации.

## Биография
В 1972 году с отличием окончила Новосибирский государственный медицинский институт, по распределению попала в Институт клинической и экспериментальной медицины (Новосибирск), где прошла путь от младшего научного сотрудника до заведующего лабораторией.
В 1981 году — защитила кандидатскую диссертацию, тема: «Процессы перекисного окисления липидов при адаптации и ХНЗЛ у строителей БАМа». В 1994 году защитила докторскую диссертацию «Роль процессов перекисного окисления липидов в патогенезе осложненной беременности».
В 1999 году присвоено учёное звание профессора. 31 марта 2000 года избрана членом-корреспондентом РАМН. С 2014 года — член-корреспондент РАН (в рамках присоединения РАМН к РАН), 28 октября 2016 года избрана академиком РАН по Отделению медицинских наук (общая патология).
С 1987 по 2015 годы — работала в Научном центре медицинской экологии ВСНЦ СО РАМН (г. Иркутск); в 2009 переименован в Научный центр проблем здоровья семьи и репродукции человека СО РАМН. С 1991 — заместитель директора учреждения. С 2000 года — возглавляет Научный центр медицинской экологии Восточно-Сибирского научного центра Сибирского отделения РАМН.
Член редколлегий журналов «Бюллетень Восточно-Сибирского научного центра СО РАМН» (до 2014), «Acta biomedica scientifica», «Актуальные проблемы педиатрии».
Член президиума Российского общества патофизиологов и почетный член Российского общества медицинской биофизики; член Международного общества патофизиологов; заместитель председателя Совета по защите докторских диссертаций при Научном центре проблем здоровья семьи и репродукции человека СО РАМН. В 1982—1987 — председатель Совета молодых ученых Сибирского отделения АМН СССР; в 1998—2002 — руководитель Иркутского отделения общества «Врачи мира за предотвращение ядерной войны». В 1998 году — на конгрессе в Австралии была избрана вице-президентом международного движения «Врачи мира за предотвращение ядерной войны».
С 1995 года — заместитель председателя Комиссии при губернаторе по делам женщин и семьи, член Медицинского совета при губернаторе Иркутской области, помощник депутата Государственной думы РФ, заместитель председателя экспертного совета по экологическому образованию при Государственной Думе РФ. Председатель Проблемной комиссии Межведомственного совета № 56.18 «Охрана здоровья матери и ребёнка»; член Проблемной комиссии по патофизиологии.
С 2001 по 2012 год — член Координационного совета М3 РФ и РАМН по Сибирскому федеральному округу.
С 2013 года — член Бюро Объединённого ученого совета по медицинской науке СО РАН
Под её руководством защищено 25 докторских и 56 кандидатских диссертаций.
Семья
- Муж — Сергей Иванович Колесников (род. 1950) — академик РАН (ранее — РАМН), советник РАН, профессор, заслуженный деятель науки России.
  - Дочь — Марина Сергеевна, врач, кандидат медицинских наук.

## Научная деятельность
Основные направления научных исследований — изучение физиологии и патологии растущего организма с учётом региональных особенностей Восточной Сибири с разработкой прогноза развития детей и методов возможного управления их здоровьем.
Автор более 350 научных статей в советских (российских) и международных журналах, 26 монографий, 2 учебных пособий, 16 патентов и ряда авторских свидетельств.

### Монографии
- Основные патогенетические механизмы и методы коррекции репродуктивных нарушений у больных с гипоталамическими синдромами: монография. — Новосибирск: Наука, 2001. (в соавт.)
- Патогенез сердечно-сосудистых изменений при наследственных нервно-мышечных заболеваниях у детей: монография. — Новосибирск: Наука, 2001. (в соавт.)
- Перекисное окисление липидов и холодовой фактор: монография. — Новосибирск: Наука, 1988. (в соавт.)

## Награды
- Орден Александра Невского (2020)[2]
- Орден Почёта (2000)
- Медаль «За строительство Байкало-Амурской магистрали»
- Почётное звание «Заслуженный деятель науки РФ» (2006)
- Почётные грамоты РАМН
- Почётные грамоты губернатора Иркутской области
- Лауреат премии губернатора Иркутской области в области науки и техники
- Титул и диплом «Женщина года-98» (Американский биографический институт)